# ميلينكو تيبيتش
ميلينكو تيبيتش (بالصربية: Миленко Тепић) مواليد 27 فبراير 1987 في نوفي ساد، جمهورية صربيا الاشتراكية، هو لاعب كرة سلة صربي. بدأ مسيرته الاحترافية في سنة 2002. يلعب مع فريق أورلاندينا باسكيت في ليغا باسكيت الدرجة الأولى. يبلغ طوله 6 قدم 7.5 بوصة (2.0 م). حقق المركز الثاني في بطولة أمم أوروبا لكرة السلة 2009.

## المسيرة الاحترافية
لعب مع نادي بارتيزان لكرة السلة من سنة 2006 إلى 2009، ثم لعب مع نادي باناثينايكوس لكرة السلة من سنة 2009 إلى 2011، ثم لعب مع نادي إشبيلية لكرة السلة في الدوري الإسباني من سنة 2011 إلى 2013، ثم لعب مع ليتوفوس رايتس في سنة 2013، ثم لعب مع أورلاندينا باسكيت في الدوري الإيطالي في سنة 2016.

## الميداليات
| الميدالية | المسابقة                         |
| --------- | -------------------------------- |
| فضية      | بطولة أمم أوروبا لكرة السلة 2009 |
| برونزية   | الألعاب الجامعية الصيفية 2005    |

## إحصائيات المسيرة
| † | يشير إلى المواسم التي فاز فيها بالبطولة |

### الدوري الأوروبي
| السنة    | الفريق                       | لعب | بدأ | دقيقة | ميداني% | ثلاثية | حرة   | ارتداد | صنع | استلاب | تصدي | نقطة | أداء |
| -------- | ---------------------------- | --- | --- | ----- | ------- | ------ | ----- | ------ | --- | ------ | ---- | ---- | ---- |
| 2006–07  | نادي بارتيزان لكرة السلة     | 20  | 6   | 19.7  | .337    | .281   | .698  | 2.1    | 1.4 | 1.3    | .0   | 4.8  | 4.3  |
| 2007–08  | نادي بارتيزان لكرة السلة     | 23  | 14  | 26.5  | .439    | .389   | .783  | 3.4    | 2.2 | .8     | .1   | 9.0  | 8.1  |
| 2008–09  | نادي بارتيزان لكرة السلة     | 19  | 18  | 30.5  | .389    | .397   | .673  | 3.5    | 3.3 | .8     | .2   | 9.7  | 10.5 |
| 2009–10  | نادي باناثينايكوس لكرة السلة | 15  | 2   | 15.8  | .364    | .217   | .778  | 2.1    | 1.0 | .4     | .0   | 3.5  | 2.3  |
| 2010–11† | باناثينايكوس                 | 19  | 2   | 9.6   | .321    | .143   | .706  | 1.1    | .7  | .3     | .0   | 2.5  | 1.7  |
| 2013–14  | ليتوفوس رايتس                | 9   | 1   | 15.8  | .348    | .222   | 1.000 | 1.6    | 1.4 | .5     | .0   | 4.2  | 3.2  |
| 2013–14  | نادي بارتيزان لكرة السلة     | 13  | 10  | 29.6  | .427    | .320   | .889  | 2.5    | 2.0 | .8     | .0   | 6.2  | 5.0  |
| المسيرة  |                              | 118 | 53  | 20.5  | .388    | .331   | .731  | 2.4    | 1.7 | .7     | .1   | 6.0  | 5.4  |

## روابط خارجية
- ميلينكو تيبيتش على موقع الاتحاد الدولي لكرة السلة (الإنجليزية)
- ميلينكو تيبيتش على موقع الدوري الأوروبي لكرة السلة (الإنجليزية)
- ميلينكو تيبيتش على موقع الدوري الإسباني لكرة السلة (الإسبانية)
- ميلينكو تيبيتش على موقع كرة السلة الأوروبية.كوم (الإنجليزية)
- ميلينكو تيبيتش على موقع DraftExpress.com (الإنجليزية)
- ميلينكو تيبيتش على موقع ريلجم (الإنجليزية)
- ميلينكو تيبيتش على موقع بروبوليرز (الإنجليزية)
- ميلينكو تيبيتش على موقع سبورتس رفرنس (الإنجليزية)